# Liste führender Nationalsozialisten, die zum Ende des Zweiten Weltkrieges Suizid verübten
Die folgende Liste bietet einen Überblick über führende Persönlichkeiten des nationalsozialistischen Deutschlands, die kurz vor oder bald nach der deutschen Niederlage im Zweiten Weltkrieg Suizid begingen. Als Rahmendaten zur Eingrenzung des Zeitraums der bevorstehenden bzw. gerade erfolgten Niederlage des NS-Staates im Krieg wurden die erste Überschreitung der deutschen Staatsgrenze durch die Alliierten (11. September 1944) und der Beginn der Nürnberger Prozesse (20. November 1945) gewählt.
Aufgenommen wurden Politiker, Diplomaten, Offiziere der Wehrmacht, SS-Führer sowie höhere Parteifunktionäre und Staatsbeamte. Des Weiteren vereinzelt auch Persönlichkeiten aus anderen Bereichen oder mit anderem Sterbedatum.

## Liste der nationalsozialistischen Suizidenten

### A

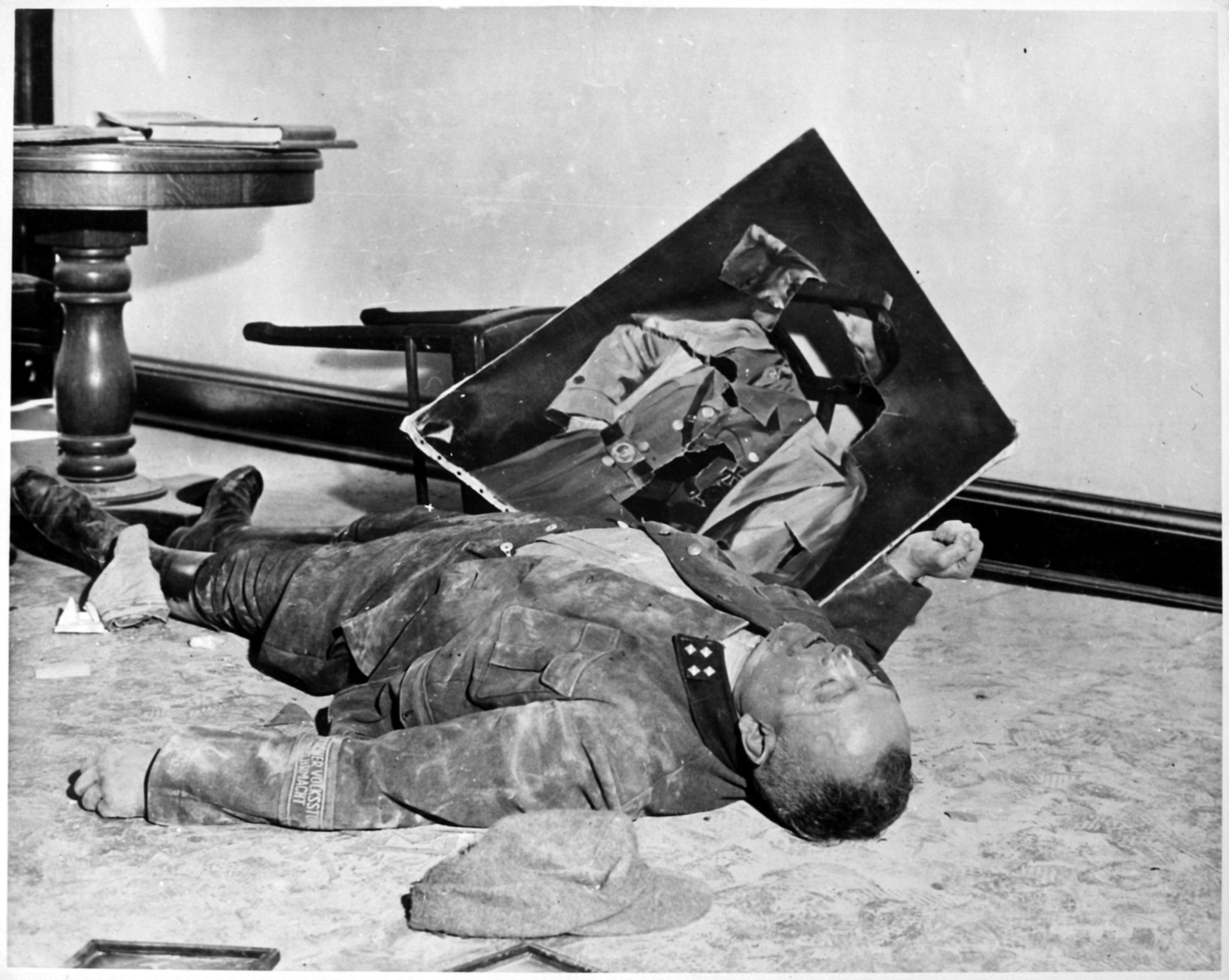
Die Leiche des ehemaligen Leipziger Bürgermeisters Walter Dönicke nach seinem Suizid im Leipziger Neuen Rathaus am 19. April 1945.

- Fritz Adam († 16. April 1945 in Querfurt), nationalsozialistischer Reichstagsabgeordneter.
- Georg Ahlemann († 1. Mai 1945 in Karbow), nationalsozialistischer Reichstagsabgeordneter, erschoss sich am 1. Mai 1945 auf dem Gut seiner Schwiegertochter
- Alwin-Broder Albrecht († 1. Mai 1945 in Berlin), Adjutant Hitlers
- Friedrich Alpers († 3. September 1944), SS-Obergruppenführer
- Werner Altendorf († 3. Mai 1945 in Bad Kleinen), nationalsozialistischer Reichstagsabgeordneter
- Georg Altner († 12. April 1945 in Dortmund), nationalsozialistischer Reichstagsabgeordneter
- Karl d’Angelo († 20. März 1945 in Gernsheim), Lagerführer im KZ Dachau, Polizeidirektor in Cuxhaven und Heilbronn
- Karl Astel († 4. April 1945 in Jena), SS-Standartenführer, Rektor der Universität Jena, „Rassenforscher“

### B
- Georg Bachmayer († 8. Mai 1945), SS-Hauptsturmführer, 1. Schutzhaftlagerführer des KZ Mauthausen
- Wilfrid Bade (wahrscheinlich † Anfang Mai 1945 in Berlin), Ministerialdirektor im Reichspropagandaministerium (nicht vollständig geklärt, abweichende Angaben sprechen von einem Tod in sowjetischer Gefangenschaft im Dezember 1945)
- Konrad Barde († 4. Mai 1945), Generalmajor
- Erich Bärenfänger († 2. Mai 1945 in Berlin), General
- Kurt von Behr († 19. April 1945), führend am NS-Kunstraub und an der M-Aktion beteiligt
- Ernst Bergmann († 16. April 1945), Nationalsoz. Professor für Philosophie
- Walther Bierkamp († 15. Mai 1945 in Scharbeutz), SS-Brigadeführer und Major der Polizei
- Max Blancke († 27. April 1945 in Hurlach), KZ-Arzt (zusammen mit seiner Frau)
- Wilhelm Bock († 1. Mai 1945 in Berlin), SS- und Polizeiführer, Kommandeur eines am Judenmord beteiligten Sonderkommandos
- Erpo von Bodenhausen († 9. Mai 1945 bei Grobin), Generalleutnant
- Franz von Bodmann († 25. Mai 1945 in Markt Pongau) KZ-Arzt (in Gefangenschaft)
- Helmut Böhme († 6. Mai 1945 in Meißen), nationalsozialistischer Politiker und SA-Führer
- Andreas Bolek († 5. Mai 1945 in Magdeburg), nationalsozialistischer Reichstagsabgeordneter
- Theodor Heinrich Bongartz († 15. Mai 1945 in Böcklingen), SS-Oberscharführer, Leiter des Krematoriums im KZ Dachau
- Walter Borlinghaus († 14. April 1945 in Iserlohn), nationalsozialistischer Reichstagsabgeordneter
- Martin Bormann († 2. Mai 1945 in Berlin), Leiter der Parteikanzlei der NSDAP, Sekretär Hitlers
- Hans Bothmann († 4. April 1946 in Heide), (in Gefangenschaft), SS-Kommandant des Vernichtungslagers Kulmhof/Chelmno
- Philipp Bouhler († 19. Mai 1945 bei Dachau), Staatsbeamter, Chef der „Kanzlei des Führers“ (in Gefangenschaft)
- Fritz Bracht († 9. Mai 1945 in Bad Kudowa), Gauleiter von Oberschlesien (zusammen mit seiner Frau)
- Erwin Bumke († 20. April 1945 in Leipzig), Reichsgerichtspräsident
- Hermann Bunjes († 25. Juli 1945 in Trier), Kunsthistoriker, SS-Obersturmführer, Leiter der KHF in Paris
- Wilhelm Burgdorf († 1. Mai 1945 in Berlin), General, Adjutant von Hitler

### C
- Leonardo Conti († 6. Oktober 1945 in Nürnberg), Reichsgesundheitsführer, Chef der Reichsärztekammer
- Max de Crinis († 2. Mai 1945 in Stahnsdorf), Psychiater, SS-Standartenführer, beteiligt an Euthanasie-Morden
- Wilhelm Crohne († 26. April 1945), stellvertretender Vorsitzender des Volksgerichtshofes

### D
- Theodor Dannecker († 10. Dezember 1945 in Bad Tölz), SS-Hauptsturmführer, enger Mitarbeiter von Adolf Eichmann
- George von der Decken († 17. April 1945 in Spremberg), Adjutant des ehemaligen Kriegsministers von Blomberg (begab sich gezielt in das Schussfeld anrückender sowjetischer Truppen)
- Karl Decker († 21. April 1945 in Groß Brunsrode bei Braunschweig), General der Panzertruppe
- Kurt Delitzsch († 1945), Präsident des Oberlandesgerichts Kassel
- Erwin Ding-Schuler († 11. August 1945 in Freising), KZ-Arzt (in Gefangenschaft)
- Walter Dönicke († 19. April 1945), Oberbürgermeister von Leipzig
- Ewald Dost († 13. Mai 1945 in Zwickau), Oberbürgermeister von Zwickau (in Gefangenschaft)
- Otto-Heinrich Drechsler († 5. Mai 1945), Bürgermeister von Lübeck, Generalkommissar von Lettland

### E
- Heinrich Eddelbüttel († 1945), Rassenideologe
- Joachim Albrecht Eggeling († 15. April 1945 auf der Moritzburg in Halle), Gauleiter von Halle-Merseburg
- Heinz Ehaus († 8. Mai 1945 in Johannisbad), Kreishauptmann im besetzten Polen
- Walter Ernstberger († 1945 in Sagan), SS-Obersturmführer, Schutzhaftlagerführer im KZ Groß-Rosen

### F
- Wilhelm Faupel († 1. Mai 1945), Botschafter des Deutschen Reichs in Spanien
- Heinrich Fehlis, († 11. Mai 1945 in Porsgrunn), Kommandeur der Sicherheitspolizei und des SD in Norwegen
- Rudolf Feick († Mai 1945), nationalsozialistischer Reichstagsabgeordneter
- Walter Frank († 9. Mai 1945), Präsident des Reichsinstituts für Geschichte des neuen Deutschlands
- Fritz Freitag († 10. Mai 1945 bei Graz), Generalmajor der Waffen-SS
- Alfred Freyberg († 18. April 1945 in Leipzig), Oberbürgermeister von Leipzig (zusammen mit seiner Frau und Tochter)
- Hans-Georg von Friedeburg († 23. Mai 1945 in Flensburg-Mürwik), Generaladmiral, einziger Mitunterzeichner aller Kapitulationsurkunden des Deutschen Reiches im Mai 1945

### G
- Willy Gierlichs († Juni 1945), NS-Funktionär, Reichsredner für das Oberkommando der Wehrmacht
- Paul Giesler († 8. Mai 1945 in Bischofswiesen), bayerischer Ministerpräsident und Gauleiter von München-Oberbayern, in Hitlers Testament zum letzten Reichsinnenminister bestimmt
- Werner von Gilsa († 9. Mai 1945 in Teplitz), General und letzter Kampfkommandant von Dresden
- Odilo Globocnik († 31. Mai 1945 in Paternion), SS-Obergruppenführer, Gauleiter in Wien und Leiter der Judenvernichtung im Generalgouvernement
- Richard Glücks († 10. Mai 1945 in Flensburg-Mürwik), SS-Führer und Leiter der Inspektion der Konzentrationslager
- Joseph Goebbels († 1. Mai 1945 in Berlin), Gauleiter von Berlin, Reichspropagandaminister, in Hitlers Testament zu seinem Nachfolger als Reichskanzler bestimmt (zusammen mit seiner Frau Magda)
- Hellmuth Gommlich († 3. April 1945 in Meiningen), Landrat in Meiningen, SS-Sturmbannführer
- Artur Görlitzer († 25. April 1945 in Berlin), stellvertretender Gauleiter von Berlin (zusammen mit seiner Frau)
- Curt von Gottberg († 31. Mai 1945 bei Flensburg), SS-Obergruppenführer, mitverantwortlich für den Mord an über 3.000 Menschen
- Claus Göttsche († 12. Mai 1945 in Hamburg), Leiter des Judenreferats der Hamburger Gestapo
- Günther Gräntz († 30. April 1945 in Berlin), Reichstagsabgeordneter
- Ernst-Robert Grawitz († 24. April 1945), Reichsarzt SS und Polizei, SS-Obergruppenführer
- Robert Ritter von Greim († 24. Mai 1945), Generalfeldmarschall, Oberbefehlshaber der deutschen Luftwaffe
- Walter Groß († 25. April 1945 in Berlin), Mitglied des Reichstags, Leiter des Hauptamts Wissenschaft im Amt Rosenberg
- Max Großkopf († 25. April 1945), Führer im Sicherheitsdienst der SS, Leiter der Gestapo in Graz, Verbindungsführer beim Stab der Russischen Befreiungsarmee
- Rolf Günther († August 1945 in Ebensee), stellvertretender Leiter des Referates IV B 4 (Auswanderung und Judenangelegenheiten) im Reichssicherheitshauptamt

### H
- Georg Haberkern († 20. Juni 1945), nationalsozialistischer Reichstagsabgeordneter
- Joachim Hamann († 13. Juli 1945), SS-Sturmbannführer, beteiligt am Mord an 60.000 Juden
- Paul Heigl († 8. April 1945), Generaldirektor der Österreichischen Nationalbibliothek
- Reinhold Heller († 7. Mai 1945 in Berlin-Nikolassee) Polizeipräsident von Potsdam, ehemaliger Leiter der Abteilung für die Bekämpfung von Kommunisten bei der Gestapo
- Konrad Henlein († 10. Mai 1945 in Pilsen), Führer der sudetendeutschen Nationalsozialisten (in Gefangenschaft)
- Otto Herzog († 6. Mai 1945 in Breslau), nationalsozialistischer Reichstagsabgeordneter
- Walter Hewel († 2. Mai 1945), SS-Brigadeführer und Staatssekretär im Auswärtigen Amt
- Heinrich Himmler († 23. Mai 1945 in Lüneburg), Reichsführer der SS, Reichsinnenminister (in Gefangenschaft)
- Paul Hinkler († wahrscheinlich 13. April 1945), Gauleiter
- Adolf Hitler († 30. April 1945 in Berlin), Vorsitzender der NSDAP, Reichskanzler und Staatsoberhaupt des Deutschen Reiches, Oberbefehlshaber der Streitkräfte und Diktator (zusammen mit seiner Ehefrau Eva Hitler, geboren und bekannt als Eva Braun)
- Ernst Holzlöhner († 14. Juni 1945), KZ-Arzt (in Gefangenschaft)

### J
- Dietrich von Jagow († 26. April 1945 in Meran), SA-Obergruppenführer, deutscher Gesandter in Ungarn
- Oscar Jaster († 27. April 1945 in Potsdam), SA-Gruppenführer, Führer der SA-Gruppe Oder und Provinzialrat der Provinz Mark Brandenburg
- Martin Jonas († 14. April 1945 in Leipzig), nationalsozialistischer Senatspräsident beim Reichsgericht
- Rudolf Jung († 11. Dezember 1945 in Prag), Theoretiker des Nationalsozialismus
- Hugo Jury († 8. Mai 1945 in Zwettl), Gauleiter von Niederdonau, SS-Obergruppenführer

### K
- Hans Kammler († 9. Mai 1945 durch Gerichtsbeschluss), SS-Obergruppenführer, Leiter des Bauwesens der SS
- Eberhard Kinzel († 23. Mai 1945 in Idstedt), General der Infanterie
- Matthias Kleinheisterkamp († 2. Mai 1945 in Halbe), General der Waffen-SS
- Fritz Knaus († 29. Mai 1945 in Lietzen), nationalsozialistischer Reichstagsabgeordneter
- Arthur Kobus († April 1945 in Berlin), Generalleutnant
- Peter Paul Koch († 1. Oktober 1945 in Hamburg), Experimentalphysiker
- Richard Kolb († 1945 in Bad Reichenhall), Rundfunkintendant, SS-Hauptsturmführer
- August Korreng († 7. Juni 1945 in Plettenberg), SS-Brigadeführer, Polizeipräsident von Düsseldorf
- Heinrich Wilhelm Kranz († 5. Mai 1945 in Staßfurt), Professor, Rassenhygieniker, Rektor der Universität Gießen, Rektor der Universität Frankfurt
- Hans Krebs († 1. Mai 1945 in Berlin), General, Generalstabschef des Heeres
- Friedrich Wilhelm Krüger († 10. Mai 1945 in Gundernhausen), SS-Obergruppenführer
- Walter Kubitzky († 26. April 1945 in Berlin), Polizeibeamter, Kriminalrat, Leiter des Dezernats IV E 4 (Abwehr Ost) im Reichssicherheitshauptamt
- Benedikt Kuner († 14. Mai 1945 bei Altglashütten), NS-Kreisleiter, verantwortlich für den Mord an 5 Kriegsgefangenen

### L
- Rudolf Lange († 23. Februar 1945 in Posen), SS-Standartenführer, als Befehlshaber der Sicherheitspolizei und des SD in Riga beteiligt an der Ermordung von über 250.000 Menschen
- Arthur Lehmann († 19. Juni 1945 in Wernigerode), Reichstagsabgeordneter der NSDAP
- Robert Ley († 25. Oktober 1945 in Nürnberg), Führer der Deutschen Arbeitsfront (in Gefangenschaft)
- Willy Liebel († 20. April 1945 in Nürnberg), Oberbürgermeister von Nürnberg
- Herbert Linden († 27. April 1945 in Berlin), Ministerialdirigent im Reichsministerium des Inneren, Organisator der Anstaltsmorde der Aktion T4
- Enno Lolling († 27. Mai 1945 in Flensburg), KZ-Arzt
- Rudolf Lonauer († 5. Mai 1945 in Neuhofen an der Krems), NS-Euthanasie-Arzt
- Hans Loritz († 31. Januar 1946), SS-Oberführer

### M
- Ernst Mann († 18. Juli 1945 in Pillau), Oberfinanzpräsident in Pommern
- Kurt Mayer († 8. Juni 1945 in Bad Oldesloe), Chef des Reichssippenamtes
- Georg Meindl († 10. Mai 1945 bei Steyr), Wehrwirtschaftsführer, SS-Brigadeführer
- Hans-Joachim Mertens († 11. April 1945 in Braunschweig), NSDAP-Politiker, amtierender Oberbürgermeister von Braunschweig[1]
- Alfred Meyer († 11. April 1945 in Hessisch-Oldendorf), Gauleiter von Westfalen-Lippe, Staatssekretär im Reichsministerium für die besetzten Ostgebiete
- Walter Model († 21. April 1945), Generalfeldmarschall
- Konrad von Monbart († 24. Mai 1945), Regierungspräsident in Kassel
- Heinrich Müller († 27. April 1945), Oberbürgermeister von Darmstadt, SS-Gruppenführer
- Heinrich Müller (wahrscheinlich April/Mai 1945 in Berlin), Chef der Gestapo (nicht vollständig gesichert)
- Hermann Müller-John († 8. Mai 1945 in Österreich), SS-Sturmbannführer, Reichskultursenator
- Friedrich Murawski († 1945), Leiter des Referats für Politische Kirchen im Reichssicherheitshauptamt
- Wilhelm Murr († 14. Mai 1945), Reichsstatthalter in Württemberg (in Gefangenschaft)
- Friedrich Mußgay († 3. September 1946 in Stuttgart), Leiter der Staatspolizeistelle Stuttgart (in Gefangenschaft)

### O
- Theodor Oppermann († 6. Mai 1945 in Neukirchen), nationalsozialistischer Reichstagsabgeordneter

### P
- Günther Patschowsky, († 17. Mai 1945 in Hamburg) SS-Brigadeführer, Regierungspräsident von Oberdonau (in Gefangenschaft)
- Karl Pflomm († 16. April 1945), Polizeipräsident von Dresden
- Fritz Pfotenhauer († 20. Mai 1945 in Kreischa), Chef der Gestapo von Dresden
- Hans Pfundtner († 25. April 1945 in Berlin), Staatssekretär im Reichsinnenministerium, Hauptautor der Nürnberger Gesetze
- Ludwig Pösl († 12. April 1945 in Schweinfurt), Reichstagsabgeordneter
- Giovanni Preziosi († 1945), antisemitischer Jesuit, Generalinspektor für Rasseangelegenheiten in Italien
- Hans-Adolf Prützmann († 21. Mai 1945 in Lüneburg), General der Waffen-SS (in Gefangenschaft)
- Carl Friedrich von Pückler-Burghauss († 12./13. Mai 1945 in Friedland), SS-Gruppenführer und Generalleutnant der Waffen-SS
- Karl Pütz († 6. Mai 1945 in St. Märgen), Inspekteur und Befehlshaber Südwest der Sicherheitspolizei und des SD

### Q
- Rudolf Querner († 27. Mai 1945 bei Magdeburg), General der Waffen-SS

### R
- Wilhelm Redieß († 8. Mai 1945), SS-Obergruppenführer, General der Waffen-SS
- Paul Ritterbusch († 26. April 1945), Jurist und Wissenschaftsfunktionär
- Heinz Roch († 10. Mai 1945 in Trondheim), SS- und Polizeiführer in Nord-Norwegen
- Arthur Rödl († April 1945 in Stettin), Lagerkommandant des KZ Groß-Rosen
- Hellmuth Röhnert († 6. Juni 1945), NS-Wirtschaftsfunktionär in der Rüstungsindustrie
- Meinoud Rost van Tonningen († 6. Juni 1945 in Scheveningen), niederländischer Nationalsozialist
- Gerhard Rühle († 5. Juni 1949), Reichstagsabgeordneter und Führer des NS-Studentenbundes
- Joachim Rumohr († 11. Februar 1945), SS-Brigadeführer und Generalmajor der Waffen-SS
- Bernhard Rust († 8. Mai 1945 in Berne), Reichsminister für Wissenschaft und Erziehung
- Karl-Heinz Rux († 8. Mai 1945 in Vellach), Kommandeur des Sicherheitsdienstes in Veldes (in Gefangenschaft)

### S
- Franz Schädle († 2. Mai 1945 in Berlin), Chef des Führerbegleitkommandos
- Ernst Schambacher († 18. Mai 1945 in Houska), Kriminaldirektor, Leiter des Referates IV E 4 (Abwehr Nord) im Reichssicherheitshauptamt
- Walter Scherff († 24. Mai 1945), Generalmajor
- Arno Schickedanz († Ende April 1945 in Berlin), nationalsozialistischer Reichstagsabgeordneter, Stabsleiter im Ostministerium (zusammen mit Frau und Tochter)
- Rudolf Schittenhelm († 12. Mai 1945 in Aussig), nationalsozialistischer Reichstagsabgeordneter
- Hans Schleif († 27. April 1945), SS-Standartenführer, Architekt und Archäologe
- Albrecht Schmelt († 8. Mai 1945 in Warmbronn), „Sonderbeauftragter des Reichsführers SS für den fremdvölkischen Arbeitseinsatz“
- Walter Schmid-Sachsenstamm († 7. April 1945 in Klagenfurt), Psychiater, Mitwirkender an den Euthanasiemorden der Aktion T4
- Hans Schmidt-Leonhardt († April 1945 in Berlin), nationalsozialistischer Presserechtler, Geschäftsführer der Reichskulturkammer
- Georg Scholze († 23. April 1945 in Berlin), Generalmajor
- Otto von Schrader († 19. Juli 1945 in Bergen), Admiral
- Heinrich Seetzen († 28. September 1945), Jurist, SS-Standartenführer, Kommandeur der Sicherheitspolizei und des SD in Weißruthenien
- Gustav Simon († 18. Dezember 1945), Gauleiter des Gaus Moselland
- Ernst Sorger († 9. August 1945), SS-Obersturmbannführer, Psychiater, Beteiligter am Euthanasie-Programm
- Jakob Sprenger († 7. Mai 1945 in Kössen), Gauleiter von Hessen-Nassau, Ministerpräsident von Hessen
- Theodor Steinmeyer († 26. Mai 1945 in Mühlhausen), Psychiater, Beteiligter am Euthanasie-Programm (in Gefangenschaft)
- Erich Straub († 29. April 1945 in Berlin), Psychiater, beteiligt an Euthanasieverbrechen
- Carl Strobel († 19. April 1945 in Leipzig), Reichstagsabgeordneter, SA-Standartenführer
- Ludwig Stumpfegger († 2. Mai 1945 in Berlin), letzter Leibarzt Hitlers
- Friedrich Suhr († 31. Mai 1946 in Wuppertal), Jurist, SS-Obersturmbannführer, Sicherheitspolizei- und SD-Führer
- Reinhard Sunkel († 8. Mai 1945 in Libau), Ministerialdirektor, persönlicher Referent von Bernhard Rust

### T
- Helmut Tanzmann († 6. März 1946), (in Gefangenschaft), Jurist, SS-Führer und Regierungsrat beim Sicherheitsdienst des Reichsführers SS
- Heinrich Teipel, († 11. April 1945 in Wanzleben), nationalsozialistischer Reichstagsabgeordneter
- Otto Telschow († 31. Mai 1945 in Lüneburg), Gauleiter
- Josef Terboven († 8. Mai 1945 in Skaugum bei Oslo, Norwegen), Reichskommissar für das besetzte Norwegen
- Heinz Thilo († 13. Mai 1945 in Hohenelbe), KZ-Arzt

### V
- Walter Volgmann († 1. Mai 1945 in Rostock), Oberbürgermeister von Rostock
- Hans Volk († 1945), ehemaliger stellvertretender Leiter des Geheimen Staatspolizeiamtes in Berlin

### W
- Otto Wamboldt († 1. April 1945), Oberbürgermeister von Darmstadt
- Eduard Weiter († 2. Mai 1945), Lagerkommandant des KZ Dachau
- Ernst Wenzel († 1945), Generalarzt, SS-Brigadeführer
- Friedrich August Wirth († 11. Mai 1945 in Lichtenau), Tierarzt und NS-Kreisleiter
- Eduard Wirths († 20. September 1945), SS-Arzt in Auschwitz

### Z
- August Zehender († 11. Februar 1945), Generalmajor der Waffen-SS

## Gescheiterte Suizidversuche
- Hans Frank, Generalgouverneur im besetzten Polen (versuchte sich am 6. Mai 1945 die Pulsadern aufzuschneiden, wurde aber rechtzeitig gerettet; am 16. Oktober 1946 in Nürnberg hingerichtet)
- Rudolf Heß, Reichsminister und Stellvertreter Adolf Hitlers, versuchte sich im Februar 1945 zu erstechen, der Suizidversuch scheiterte jedoch. Heß beging 1987 Suizid durch Erhängen.